# سارا هولاند
سارا هولاند (بالإنجليزية: Sarah Holland)‏ (1 نوفمبر 1961 في المملكة المتحدة)؛ روائية بريطانية.